# Hyde (Sänger)

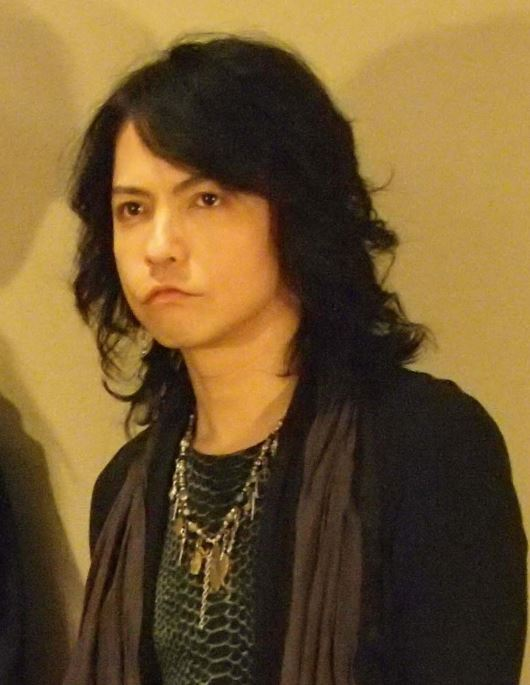
Hyde (2013)

Hyde (* 29. Januar 1969 in Wakayama, Präfektur Wakayama als Hideto Takarai (寶井 秀人, Takarai Hideto)) ist Sänger der bekannten japanischen Pop-/Rockgruppe L’Arc~en~Ciel und seit Oktober 2001 auch als Solosänger aktiv. Im Jahr 2001 gründete er sein eigenes Plattenlabel Haunted Records. 2008 formte er außerdem zusammen mit K.A.Z, dem Gitarristen der japanischen Band Oblivion Dust, die Rock-Band VAMPS.

## Biografie
Hyde wurde am 29. Januar 1969 in Wakayama als Einzelkind geboren. Er hielt seinen bürgerlichen Namen lange geheim, es hielt sich aber das Gerücht, dass er Hideto Takarai heiße. Dies wurde in seiner 2012 erschienenen Biografie The Hyde bestätigt.
Er spielte bis zum Jahr 1991 in der Band Jerusalem’s Rod als Gitarrist, bis ihn Tetsu, der auf der Suche nach einem Sänger für L’Arc~en~Ciel war, ansprach. Nach einigem Zögern, da er immer der Meinung war, dass die Rolle des Sängers langweilig sei, schloss er sich der Band an. L’Arc~en~Ciel tourten mit ihrem neuen Sänger Hyde durch die Clubs von Osaka und wurden in ihrer Heimat recht schnell bekannt.
Im Jahr 1994 wurden sie von Sony-Records entdeckt und erhielten einen Plattenvertrag. Nach einigen Startschwierigkeiten und dem Drogenskandal von Drummer Sakura (mit dem Hyde noch immer eng befreundet ist) im Jahr 1997 schaffte die Band den Durchbruch.
Hyde lernte 1998 das Model Megumi Ooishi bei einer japanischen Fernsehshow kennen. Am 25. Dezember 2000 heiratete er sie und wurde am 11. November 2003 Vater. Da Hyde sein Privatleben geheim hält, wusste man lange Zeit nicht, ob sein Kind ein Junge oder ein Mädchen ist. Inzwischen hat Ooishi in einem Interview bestätigt, dass es sich um einen Jungen handelt.
In der zweijährigen Pause von L’Arc~en~Ciel arbeitete Hyde an seiner Solokarriere. 2002 erschien sein erstes Album Roentgen, das relativ ruhige und melodische Lieder enthielt. Danach folgte 2003 das Album 666, das vergleichsweise rockig war. Der Name des Albums ist im Übrigen keine Anspielung auf Satan, sondern ein Wortspiel: die japanische Aussprache von 666 ist die gleiche wie von Rock-Rock-Rock, also roku-roku-roku. Im April 2006 wurde sein drittes Album Faith veröffentlicht, das religiöse wie auch Antikriegsthemen vereinigt. Dieses wurde im Herbst 2006 in Deutschland veröffentlicht. Am 12. Juni 2008 veröffentlichte er mit der Band VAMPS ihre erste Single Love Addict.
Hyde hatte 2003 sein Filmdebüt an der Seite des Sängers Gackt. In Moon Child spielte er den Vampir Kei, der seinem Leben ein Ende setzen will, bis er den jungen Sho trifft und diesem zur Seite steht. Außerdem hatte er 2004 eine Rolle als Adam in dem Film Kagen no Tsuki, der auf dem Manga Im letzten Viertel des Mondes von Ai Yazawa basiert.

## Diskografie
Für die Alben und Singles, die Hyde mit L’Arc~en~Ciel veröffentlicht hat, siehe → hier.

### Alben
| Jahr | Titel                       | Höchstplatzierung, Gesamtwochen, AuszeichnungChartsChartplatzierungen (Jahr, Titel, Platzierungen, Wochen, Auszeichnungen, Anmerkungen) | Anmerkungen                                       |
| Jahr | Titel                       | JP | Anmerkungen                                       |
| ---- | --------------------------- | --- | ------------------------------------------------- |
| 2002 | Roentgen                    | JP— PlatinJP | Erstveröffentlichung: 27. März 2002               |
| 2003 | 666                         | JP— GoldJP | Erstveröffentlichung: 3. Dezember 2003            |
| 2004 | Roentgen.English            | — | Erstveröffentlichung: 14. Oktober 2004            |
| 2006 | Faith                       | JP2 Gold · (8 Wo.)JP | Erstveröffentlichung: 26. April 2006              |
| 2009 | Hyde                        | JP4 Gold · (14 Wo.)JP | Erstveröffentlichung: 18. März 2009               |
| 2019 | Anti                        | JP3 (9 Wo.)JP | Erstveröffentlichung: 19. Juni 2019               |
| 2022 | Hyde Complete Box 2001–2003 | JP7 (3 Wo.)JP | Erstveröffentlichung: 29. Januar 2022 Kompilation |

### Singles
| Jahr | Titel Album                       | Höchstplatzierung, Gesamtwochen, AuszeichnungChartsChartplatzierungen (Jahr, Titel, Album, Platzierungen, Wochen, Auszeichnungen, Anmerkungen) | Anmerkungen                             |
| Jahr | Titel Album                       | JP | Anmerkungen                             |
| ---- | --------------------------------- | --- | --------------------------------------- |
| 2001 | Evergreen –                       | JP— GoldJP | Erstveröffentlichung: 17. Oktober 2001  |
| 2001 | Angel’s Tale –                    | JP— GoldJP | Erstveröffentlichung: 12. Dezember 2001 |
| 2002 | Shallow Sleep –                   | JP— GoldJP | Erstveröffentlichung: 27. Februar 2002  |
| 2003 | Hello –                           | JP— GoldJP | Erstveröffentlichung: 4. Juni 2003      |
| 2003 | Horizon –                         | JP— GoldJP | Erstveröffentlichung: 6. November 2003  |
| 2005 | Countdown –                       | JP1 Gold · (8 Wo.)JP | Erstveröffentlichung: 5. Oktober 2005   |
| 2006 | Season’s Call –                   | JP1 Gold · (11 Wo.)JP | Erstveröffentlichung: 22. Februar 2006  |
| 2018 | Who’s Gonna Save Us –             | JP6 (7 Wo.)JP | Erstveröffentlichung: 27. Juni 2018     |
| 2018 | After Light –                     | JP11 (4 Wo.)JP | Erstveröffentlichung: 1. August 2018    |
| 2018 | Fake Divine –                     | JP7 (5 Wo.)JP | Erstveröffentlichung: 24. Oktober 2018  |
| 2019 | Zipang –                          | JP7 (6 Wo.)JP | Erstveröffentlichung: 6. Februar 2019   |
| 2019 | Mad Qualia –                      | JP8 (6 Wo.)JP | Erstveröffentlichung: 20. März 2019     |
| 2020 | Believing in Myself / Interplay – | JP6 (6 Wo.)JP | Erstveröffentlichung: 18. März 2020     |
| 2020 | Let it Out –                      | JP8 (5 Wo.)JP | Erstveröffentlichung: 25. November 2020 |
| 2021 | Nostalgic –                       | JP5 (7 Wo.)JP | Erstveröffentlichung: 6. Oktober 2021   |
| 2021 | Final Piece –                     | JP8 (6 Wo.)JP | Erstveröffentlichung: 24. November 2021 |

## Filme
- Moon Child (2003)
- Kagen no Tsuki – Last Quarter (2004)